# 6358 Chertok
A 6358 Chertok (ideiglenes jelöléssel 1977 AL1) a Naprendszer kisbolygóövében található aszteroida. Nyikolaj Sztyepanovics Csernih fedezte fel 1977. január 13-án.